# 佩列拉济农村居民点
佩列拉济农村居民点（俄语：Перелазское сельское поселение）是俄罗斯联邦布良斯克州红戈拉区所属的一个农村居民点。其下辖有4个居民点，行政中心为佩列拉济。据2015年统计，该农村居民点的人口为1278人。